# Окуджава, Шалва Степанович
Ша́лва Степа́нович Окуджа́ва (1 августа 1901, Кутаиси, Кутаисская губерния, Российская империя — 4 августа 1937, Свердловск, СССР) — советский политический и партийный деятель, 1-й секретарь Нижнетагильского горкома ВКП(б).
Отец поэта, барда и композитора Булата Окуджавы.

## Биография
Деда по материнской линии звали Павел Перемушев. Он приехал в Грузию в середине XIX века, прежде отслужив 25 лет в нижних чинах и получив за это земельный надел в Кутаиси. «Кто он был — то ли исконный русак, то ли мордвин, то ли еврей из кантонистов — сведений не сохранилось, дагеротипов тоже», -- упоминал впоследствии сын Шалвы Булат Окуджава. Работал портным, был женат на грузинке Саломее Медзмариашвили. В браке родились три дочери. Старшая из них — Елизавета — вышла замуж за Степана Окуджаву, писаря, с которым у неё было восемь детей, в том числе и Шалва Степанович.
Во время учёбы в гимназии в Кутаиси примкнул к революционерам.
В 1918 году вступил в РКП(б).
Был одним из организаторов комсомола в Грузии: 1919—1921 — председатель Кутаисского губкома РКСМ, 1921—1922 — заведующий орготделом ЦК комсомола Грузии.
Позже перешёл на партийную работу, в 1924—1926 был заведующий отделом агитации и пропаганды Тифлисского горкома ВКП(б).
В 1926—1929 годах — комиссар Грузинской военно-командной школы, затем комиссар дивизии.
С 1931 года на Урале.
В 1932—1935 годах — секретарь парткома Уралвагонстроя (предприятие по строительству Уралвагонзавода) в Нижнем Тагиле.
В феврале 1934 года был делегатом XVII съезда ВКП(б).
В апреле 1935 — феврале 1937 года — 1-й секретарь Нижнетагильского горкома ВКП(б).
Старший брат Владимир был анархистом, стрелял в кутаисского губернатора, был приговорен к смерти, бежал в Швейцарию, после Февральской революции вернулся в Россию в знаменитом «ленинском поезде». Другие братья Михаил и Николай, с 1922 года принадлежали к «грузинской», а с 1923 года — к Левой оппозиции; после осуждения в 1936 году Николая и ареста Михаила он также был арестован 18 февраля 1937 года по обвинению в троцкизме и вредительстве.
Окуджава попал в список лиц, подлежащих «репрессии по 1-й категории», что означало «расстрел». Список был составлен заместителем народного комиссара внутренних дел СССР, начальником 4-го отдела ГУГБ комиссаром государственной безопасности 1 ранга Яковом Аграновым и подписан Сталиным, Молотовым и Кагановичем.
Окуджава был осуждён и расстрелян 4 августа 1937 года. В 1956 году реабилитирован, однако его дело было засекречено до 2007 года.
Сестра Ольга Степановна Окуджава (1888 — 11.09.1941) (супруга поэта Галактиона Табидзе) расстреляна под Орлом в 1941 году.
На территории Уралвагонзавода установлена (наряду с другими основателями завода) небольшая стела с барельефом Шалвы Окуджавы. В Нижнем Тагиле сохранился дом по улице Карла Маркса 20-а/24-а, в котором жил и работал до момента ареста Шалва Окуджава. На одноэтажном кирпичном здании (дореволюционной постройки) с полуподвалом установлена мемориальная доска. Автор мемориальной доски — скульптор Василий Михайлович Ушаков (1928—1999).
В песне Булата Окуджавы «Песенка об арбатских ребятах» есть упоминание отцовской казни.